# ار.اچ. کاپنر
ار. اچ. کاپنر (انگلیسی: R.H. Capener؛ زادهٔ) بازیکن فوتبال است.
از باشگاه‌هایی که در آن بازی کرده‌است می‌توان به باشگاه فوتبال پورت ویل اشاره کرد.